# Лешенки
Лешенки — деревня в Кардымовском районе Смоленской области России. Входит в состав Берёзкинского сельского поселения. Население — 4 жителя (2007 год). 
Расположена в центральной части области в 6 км к востоку от Кардымова, в 2 км южнее автодороги Р134 «Старая Смоленская дорога» Смоленск — Дорогобуж — Вязьма — Зубцов. В 6 км западнее деревни расположена железнодорожная станция Кардымово на линии Москва — Минск. 

## История
В годы Великой Отечественной войны деревня была оккупирована гитлеровскими войсками в августе 1941 года, освобождена в сентябре 1943 года.
Здесь родился Решетов, Сергей Никитович - Герой Советского Союза.